# フィリッパ・ハミルトン

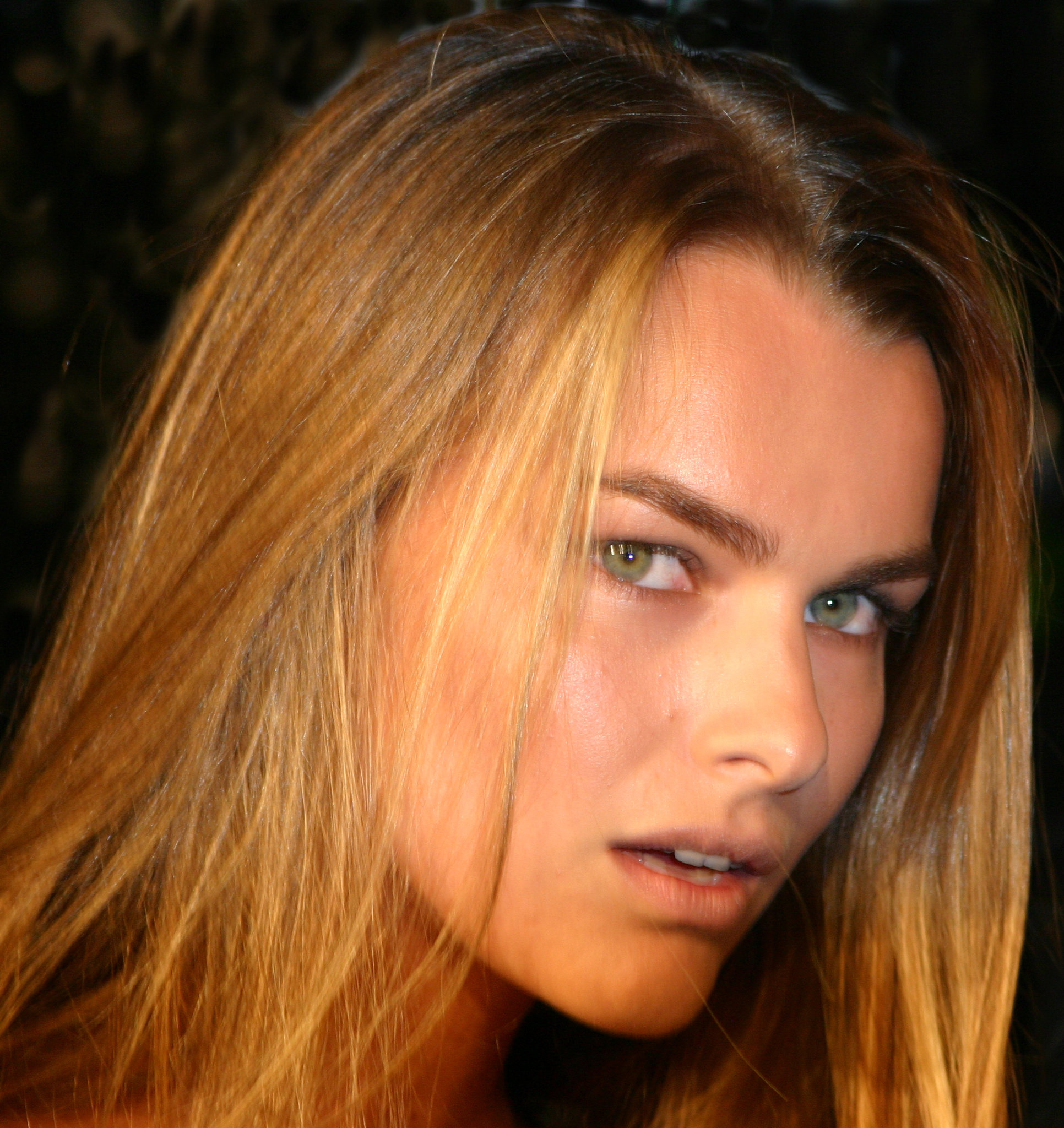
フィリッパ・ハミルトン（2008年）

フィリッパ・ハミルトン（Filippa Hamilton、1985年12月3日 - ）は、フランス出身のファッションモデル。本名をフィリッパ・ハミルトン＝パルムスティエルナ（Filippa Hamilton-Palmstierna）といい、その父方からスウェーデンの貴族の血を引く。

## 来歴
スウェーデン人の父とスペイン人の母との間にフランス共和国の首都パリに生まれ、あるフランス人写真家に見出されたことによって、15歳でモデルの仕事を始めた。2001年にラルフローレンの香水『ロマンス』の広告への起用を受け、著名な写真家のブルース・ウェーバーからの撮影を受ける機会を得た。
ハーパース・バザーやイタリア版/イギリス版/スペイン版/ロシア版のヴォーグ、更にはイタリア版とフランス版のエルの表紙に現われるなどしつつ、ラルフローレンの広告/ランウェイの仕事を長きに亘ってこなした。

## 修正写真騒動
2009年の10月頃に、フィリッパの飾ったラルフローレンの一枚の広告写真が複数の著名な英語圏のブログによって取り上げられたことを発端として、数多のメディアからの取材を受けることになり、その知名度が上昇することとなった。その写真は、その身体を細く見せるために、実物のフィリッパと掛け離れるほどのデジタル修正が施されたものであった。
騒動が大きくなったことを受けて、ラルフローレンは、この話題を取り上げた複数のブログに対して、当該の記事の削除を要請。やがてニューヨークデイリーニュースの取材を受けたラルフローレン側は、その修正の事実を認めたうえで、この写真は手違いによって日本で使われているものの、米国では使われていないとの旨のアナウンスを行った。
しかしながら、他方の情報によれば、この写真はそもそも日本向けに作られたものであった。これについては、「日本に輸出されている欧米のモデルらの写真はほとんどが修正済みであり、こうした修正無しでは欧米のモデルらが市場価値のあるものとして日本で受け入れられることは不可能、したがって仕方のないことでもある」といった指摘も行われた。
アナ・カロリナ・レストンやルイゼル・ラモスとエリアナ・ラモス姉妹などといった、若年のモデルらの夭折が相次いで発生してきた欧米地域にあって、この話題は深刻に論ずるべきものであるとの論調を見せたメディアもあった。
ハミルトンはのちにインタビューに答え、「キミは太過ぎてこれ以上うちの広告には適さない」との通告とともにラルフローレンから解雇されていたことを明かしている。